# Audi 100 Coupé S
Audi 100 Coupé S - спортивный фастбэк купе класса Gran Turismo немецкого автопроизводителя Audi AG. Полное название Audi 100 Coupe S (C1/F104). Автомобиль был представлен на Франкфуртском автосалоне 1969 года. Всего было выпущено 30687 экземпляров.

## Технические характеристики
Рядный 4-цилиндровый двигатель объемом 1871 см³. с двумя карбюраторами мощностью 115 л.с. Привод осуществляется на передние колёса. Максимальная скорость 185 км/ч. Разгон от 0 - 100 км/ч занимает 11 секунд.
С 1972 года оснащался одним карбюратором мощностью 112 л.с. макс. скорость была уже 183 км/ч.

## 1972 Audi 100 Coupé S V3
В 1973 году был разработан прототип с компонентами Porsche для испытания Porsche 928 который получил 5,4-литровый двигатель V8 мощностью 350 л.с. и обладал расширенными внешними элементами кузова.

## Галерея

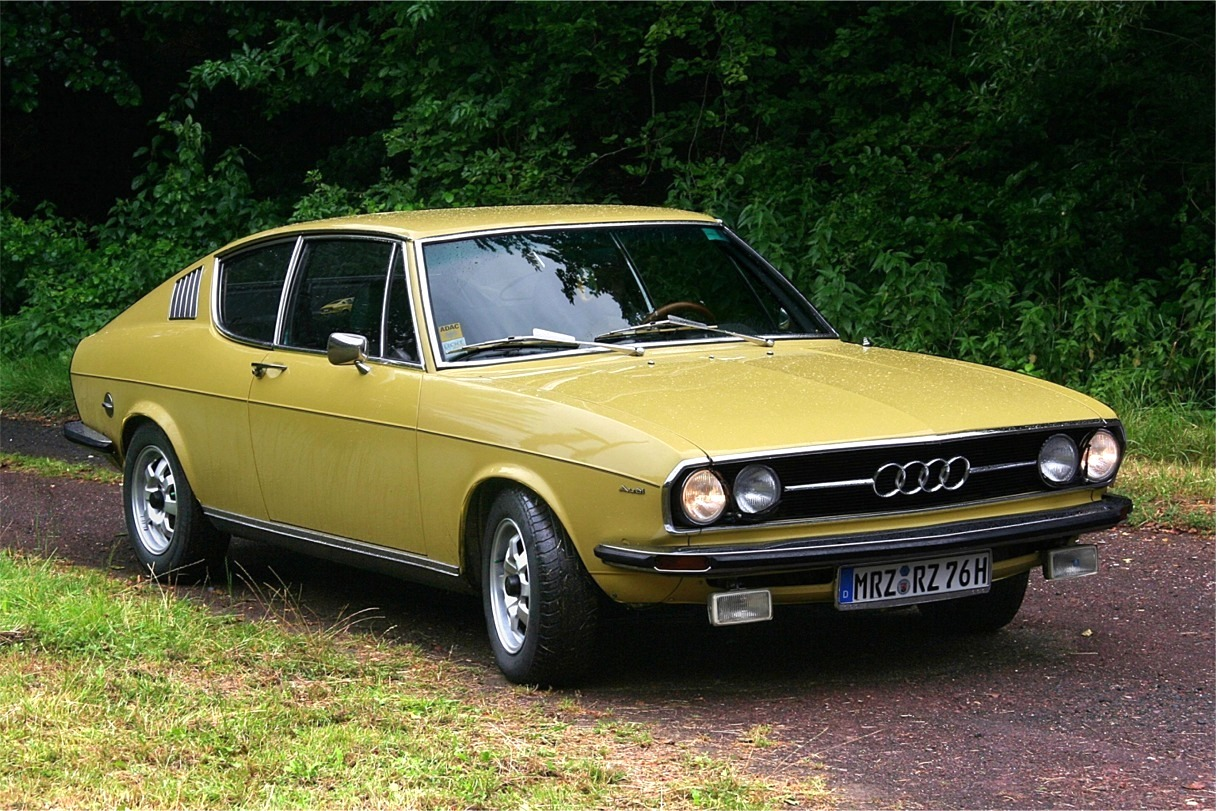
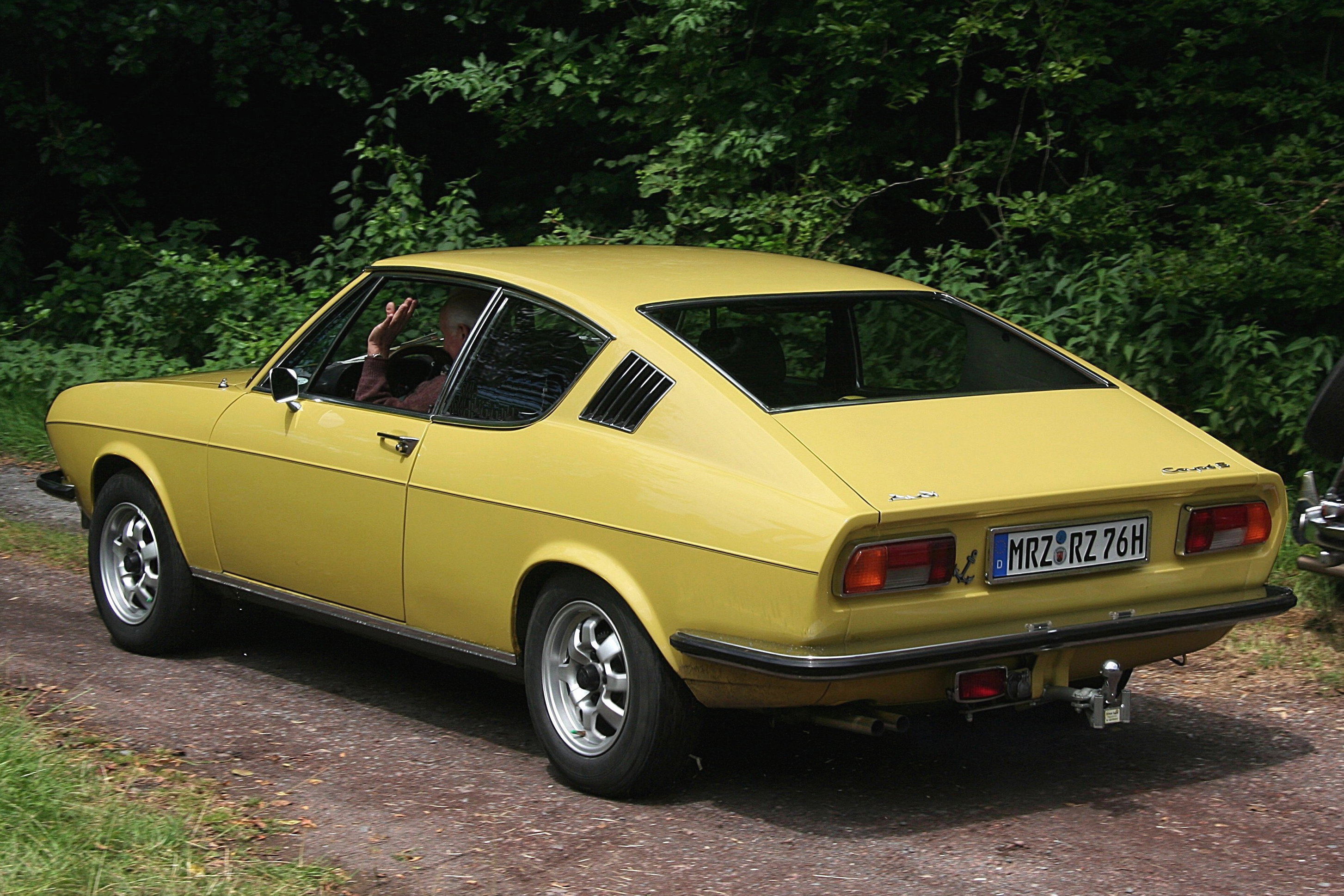
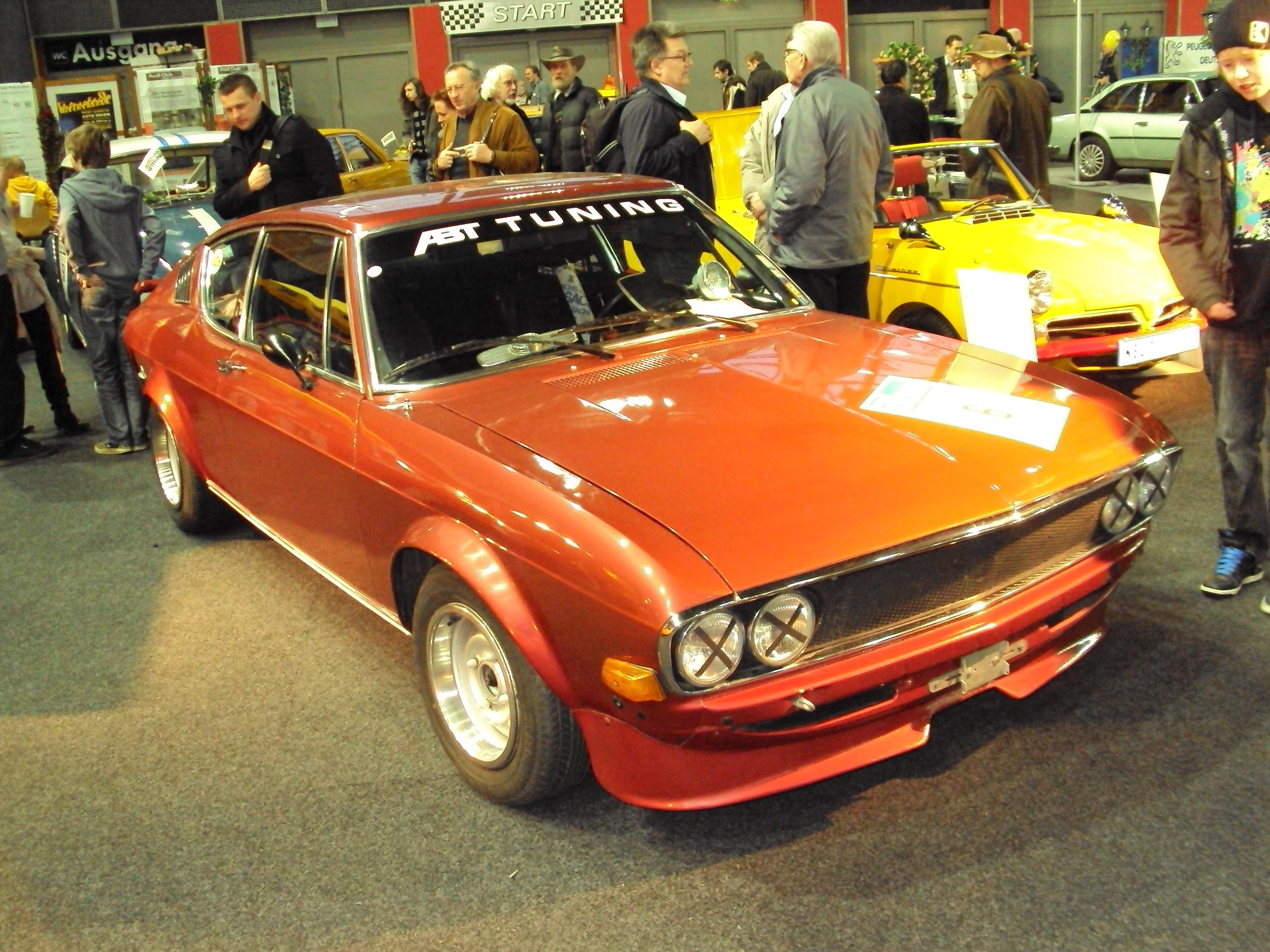
ABT тюнинг.
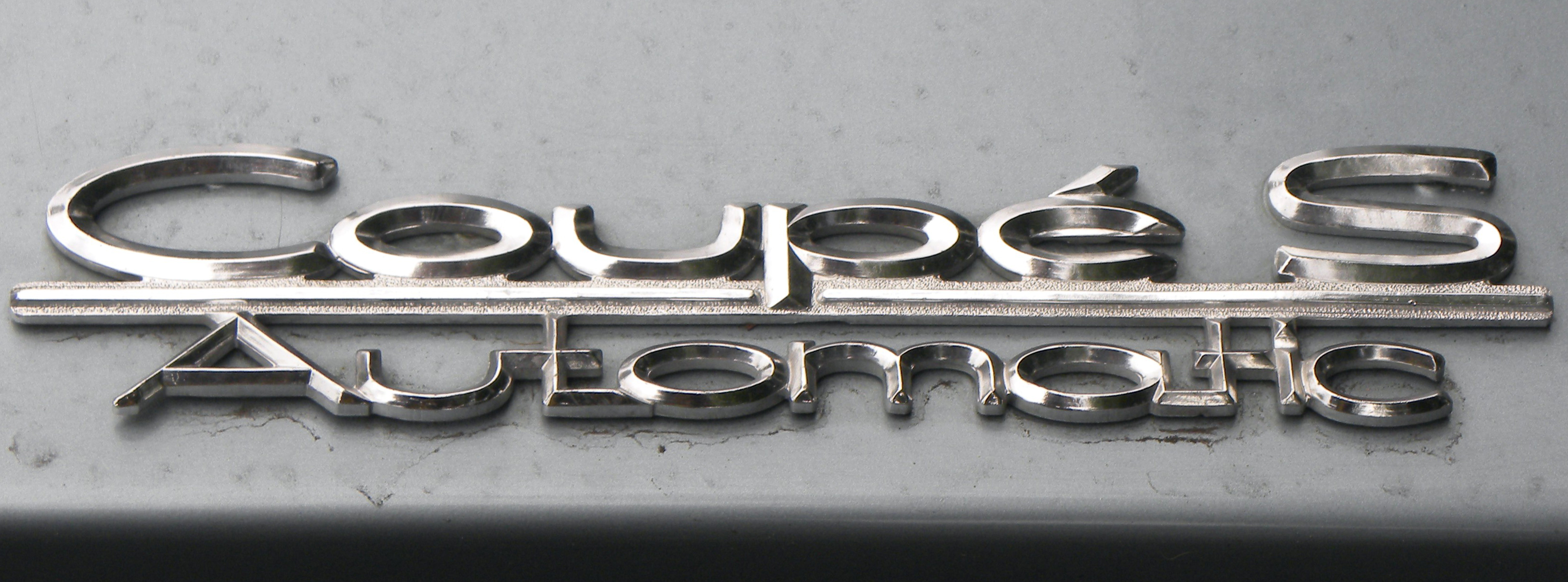